# المنظمة العربية للتربية والثقافة والعلوم
المنظمة العربية للتربية والثقافة والعلوم هي إحدى منظمات جامعة الدول العربية و التي تعتبر كهيئة معنية بالحفاظ على الثقافة العربية.
اختارت المنظمة أن ترمز لنفسها بالمطالع اللاتينة لترجمة اسمها بالإنجليزية (ALECSO - Arab League Educational, Cultural and Scientific Organization)، بل وحتي كتبت المطالع اللاتينية بحروف عربية (ألكسو). ربما كان ذلك تشبهاً بمنظمة الأمم المتحدة للتربية والثقافة والعلوم (يونسكو UNESCO).

## المنظمة
المنظمة العربية للتربية والثقافة والعلوم (الألكسو) هي منظمة متخصصة، مقرها تونس، تعمل في نطاق جامعة الدول العربية وتعنى أساسا بالنهوض بالثقافة العربية بتطوير مجالات التربية والثقافة والعلوم على مستويين الإقليمي والقومي والتنسيق فيما بينهما المشترك فيما بين الدول العربية الأعضاء.
أنشئت المنظمة بموجب المادة الثالثة من ميثاق الوحدة الثقافية العربية وتم الإعلان رسميا عن قيامها بالقاهرة يوم 25 يوليو 1970.

## الأجهزة الخارجية
تشرف المنظمة على عدة معاهد ومراكز البحوث وهي:
- معهد البحوث والدراسات العربية (القاهرة)
- معهد المخطوطات العربية (القاهرة)
- مكتب تنسيق التعريب (الرباط)
- معهد الخرطوم الدولي للغة العربية (الخرطوم)
- المركز العربي للتعريب والترجمة والتأليف والنشر (دمشق).

## المديرون العامون
| الصورة                                                        | الاسم                | الدولة    | بداية العهدة   | نهاية العهدة  |
| ------------------------------------------------------------- | -------------------- | --------- | -------------- | ------------- |
|                                                               | عبد العزيز السيد     | مصر       | 1970           | 1975          |
|                                                               | محي الدين صابر       | السودان   | 1976           | 1988          |
|                                                               | مسارع حسن الراوي     | العراق    | 1989           | 1992          |
|                                                               | محمد الميلي          | الجزائر   | 1993           | 2000          |
|                                                               | المنجي بوسنينة       | تونس      | 1 فبراير 2001  | 1 فبراير 2009 |
|                                                               | محمد العزيز بن عاشور | تونس      | 1 فبراير 2009  | 1 فبراير 2013 |
|                                                               | عبد الله حمد محارب   | الكويت    | 1 فبراير 2013  | 4 مايو 2017   |
| شغور المنصب بين مايو وسبتمبر 2017 بعد وفاة عبد الله حمد محارب |                      |           |                |               |
|                                                               | سعود هلال الحربي     | الكويت    | 28 سبتمبر 2017 | 29 ابريل 2019 |
|                                                               | محمد أعمر            | موريتانيا | 29 ابريل 2019  | الآن          |

## سفراء النوايا الحسنة للألكسو
بدأت الألكسو في 2016 برنامجها الجديد لسفراء النوايا الحسنة، والمهمة الرئيسية لهذا البرنامج هو القيام بأعمال خيرية لصالح المدارس الابتدائية في البلدان العربية والمشاركة في بعض الأعمال التوعوية وغيرها من المشاريع التي ستتكفل الألكسو بإعدادها. 

وسفراء الألكسو للنوايا الحسنة هم:
- : ظافر العابدين (منذ 2016).
- : عبد العزيز سعود البابطين (منذ 2016).
- : عبدالعزيز عبدالله الغرير (منذ 2016).

## الأعضاء
وينتمي إليها 22 عضوا من دول الأليكسو، المدرجة أدناه حسب تاريخ العضوية:
- 1970:  الأردن  الجزائر  السودان  سوريا  العراق  الكويت  ليبيا  مصر  اليمن
- 1971:  البحرين  فلسطين  قطر
- 1972:  الإمارات العربية المتحدة  السعودية
- 1973:  عُمان
- 1974:  تونس
- 1975:  موريتانيا
- 1976:  المغرب  الصومال
- 1978:  جيبوتي
- 1985:  لبنان
- 2002:  جزر القمر

## الإصدارات
- قصة الحضارة (1988 مـ) ترجم الكتاب من طرف العديد من أعلام الثقافة أمثال زكي نجيب محمود، محمد بدران وجملة من الأساتذة.

- المعجم العربي الأساسي أصدرته المنظمة العربية للتربية والثقافة والعلوم - طبعة لاروس، عام 1989. وهو إجماع مجامع اللغة العربية المختلفة. 1347 صفحة.[7]

تأليف وإعداد جماعة من كبار اللغويين العرب بتكليف من المنظمة العربية للتربية والثقافة والعلوم.
- فهرس مجاميع المدرسة العمرية في دار الكتب الظاهرية بدمشق. إعداد ياسين محمد السواس.

- التصنيف العربي للجامعات، بالشراكة مع جامعة الدول العربية واتحاد الجامعات العربية واتحاد مجالس البحث العلمي العربية.[8]